# نهر إفيندو
نهر إفيندو (بالإنجليزية: Ivindo River)‏ هو أهم روافد نهر أوغوي في الغابون.

## مساره
يسري النهر من شمال شرق الغابون إلى جنوبها الغربي، ويصب في النهاية في نهر أوغوي، عابرًا خلال بعض غابات أفريقيا البرية والجذابة

## حقائق
- يوجد جسران تابعان لسكك ترانس غابون الحديدية فوق المقرن النهري بين نهري إفيندو وأوغوي.